# Гаварден
Гаварден (англ. Hawarden) — містечко у регіоні Кентербері Нова Зеландія. 

## Клімат
У Гавардені помірний морський клімат з температурами повітря в літній період (грудень-лютий ) від +15 °C до + 25 °C і температурами повітря в зимовий період (червень-серпень) від +5 °C до +15 °C. У нічний час взимку температура повітря може опускатися нижче 0 °C. 
| Кліматограма Гавардена                                                                  | Кліматограма Гавардена | Кліматограма Гавардена | Кліматограма Гавардена | Кліматограма Гавардена | Кліматограма Гавардена | Кліматограма Гавардена | Кліматограма Гавардена | Кліматограма Гавардена | Кліматограма Гавардена | Кліматограма Гавардена | Кліматограма Гавардена |
| --------------------------------------------------------------------------------------- | ---------------------- | ---------------------- | ---------------------- | ---------------------- | ---------------------- | ---------------------- | ---------------------- | ---------------------- | ---------------------- | ---------------------- | ---------------------- |
| С                                                                                       | Л                      | Б                      | К                      | Т                      | Ч                      | Л                      | С                      | В                      | Ж                      | Л                      | Г                      |
| 44 22 12                                                                                | 44 22 12               | 53 20 10               | 53 17 7                | 63 14 4                | 59 11 1                | 63 11 1                | 58 12 2                | 42 15 4                | 48 17 6                | 48 19 8                | 50 21 11               |
| Середня макс. і мін. температури повітря (°C) Атмосферні опади (мм), за рік : 622,9 мм. |                        |                        |                        |                        |                        |                        |                        |                        |                        |                        |                        |

## Світлини

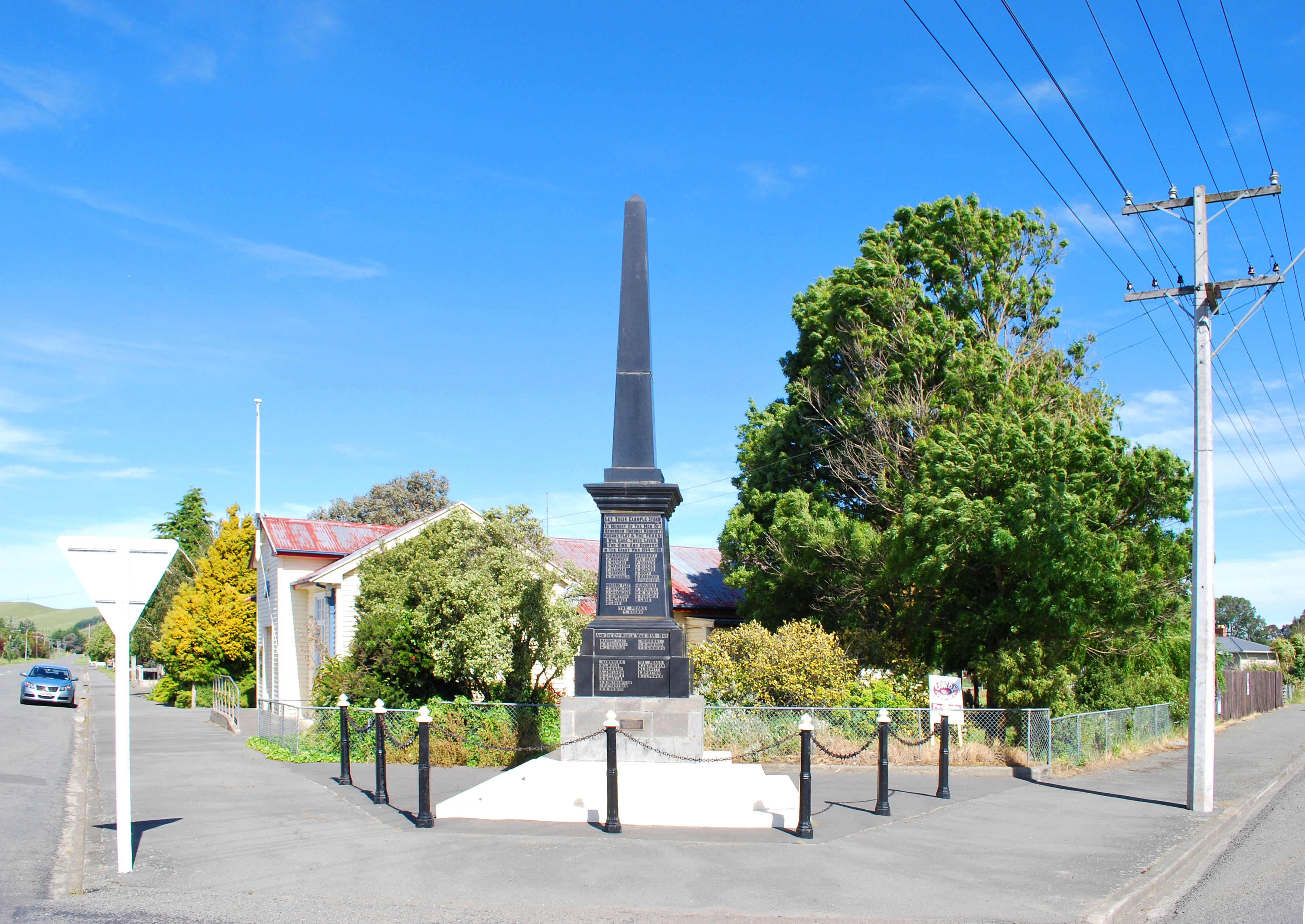
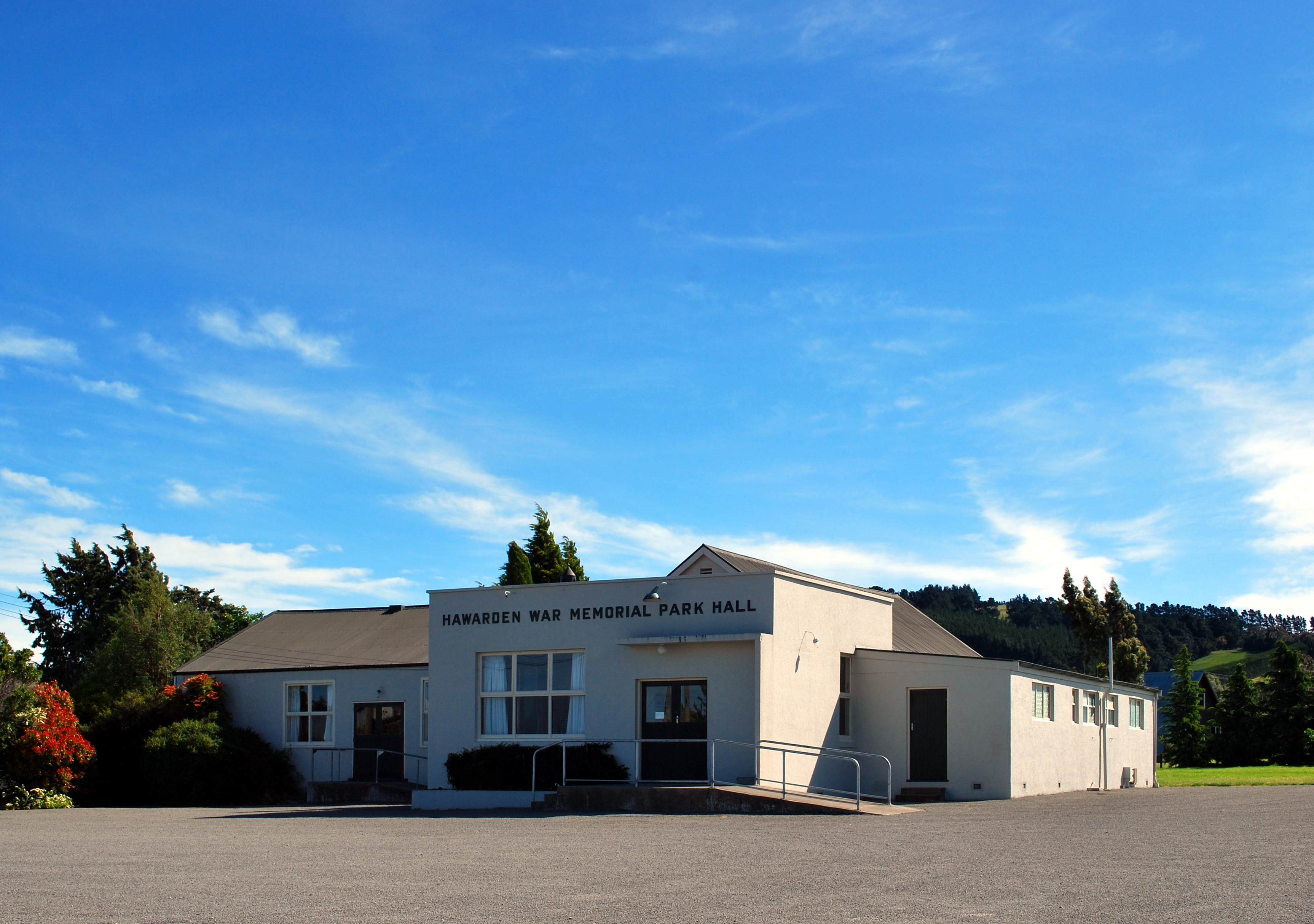
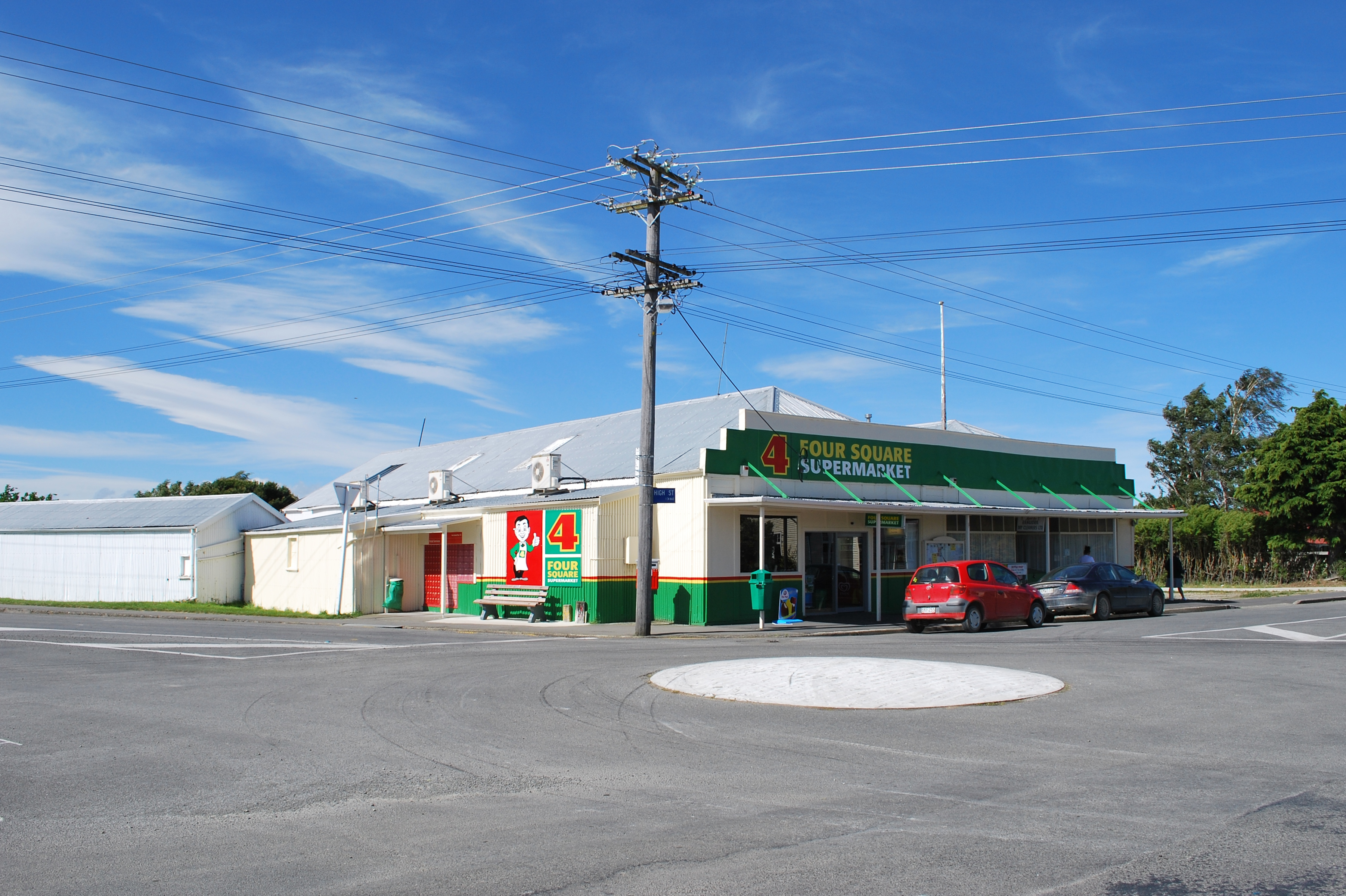
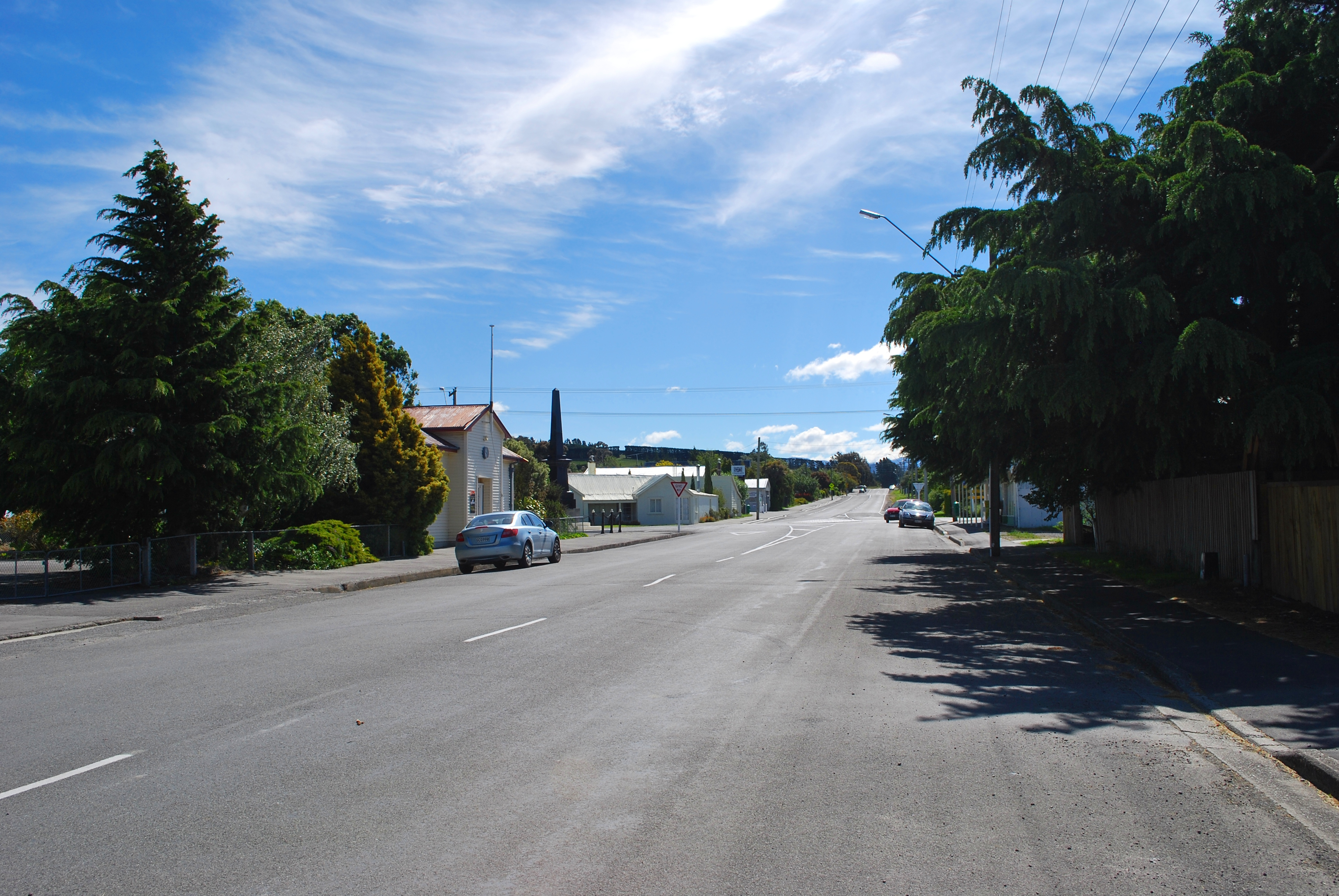